# 파키스탄 의회

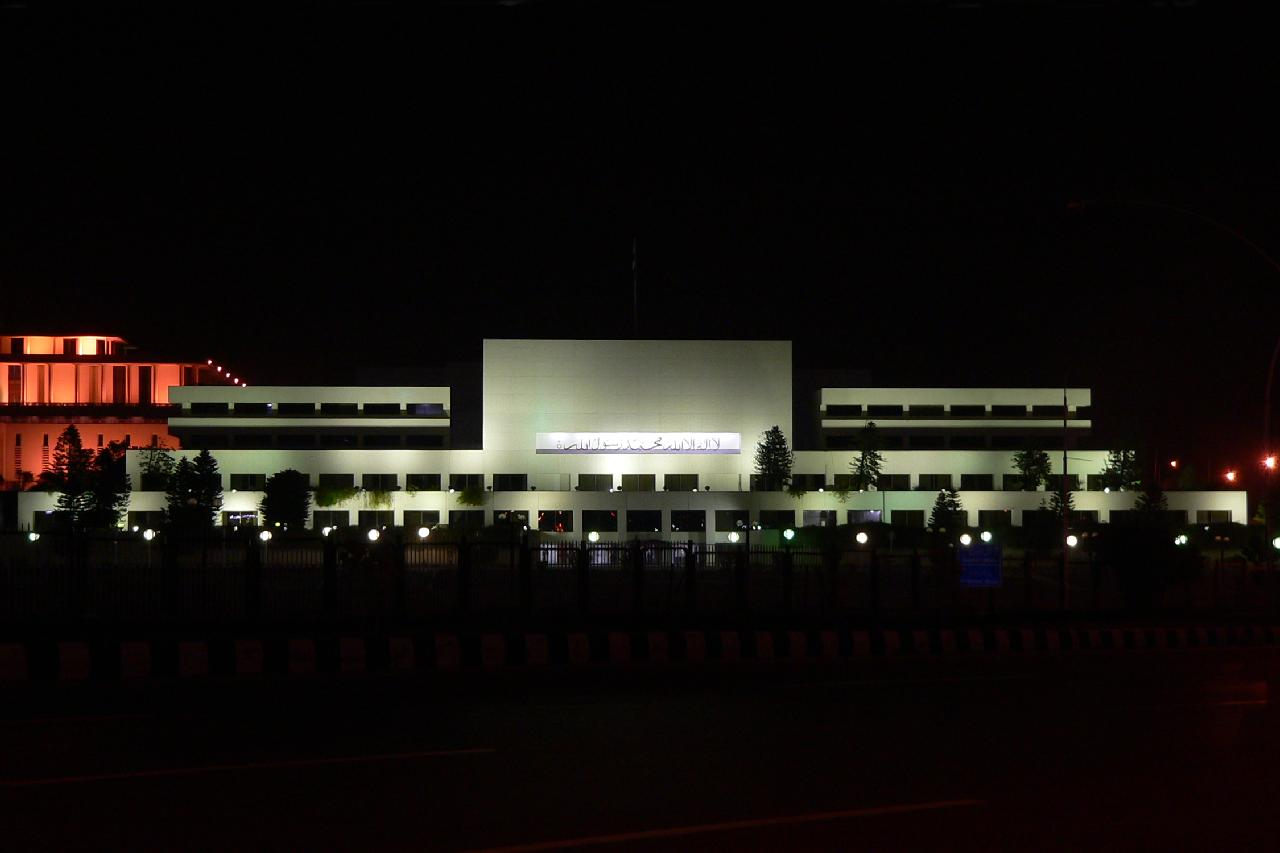

파키스탄 의회(우르두어: مجلس شوریٰ پاکستان)는 파키스탄의 입법 기관이다. 하원 역할을 하는 국민의회, 파키스탄 상원으로 구성된 양원제 연방의회이다. 파키스탄 이슬람 공화국의 헌법에 따르면, 파키스탄의 대통령도 의회의 구성원이다. 국회는 성인 선거권과 1인 1표를 기준으로 5년 임기로 선출된다. 국회의원의 임기는 국회의원이 사망하거나 사임할 경우 의원 임기 또는 그 이하이다. 국회의 임기도 헌법에 따라 국무총리의 조언이나 대통령의 재량에 따라 해산하면 끝난다.
의회는 이슬라마바드에 있는 국회의사당 건물에서 회의를 하는데, 그 건물에는 양원 토론회가 있다. 1960년까지 국회의사당은 카라치에 있었다. 이슬라마바드의 국회의사당은 1986년 5월 28일에 취임했다.

## 선거 절차
국가 차원에서 파키스탄은 양원제 의회인 파키스탄 의회를 선출한다. 파키스탄의 총리는 국회에서 선출된다. 대통령은 선거인단에 의해 선출되며, 선거인단은 의회와 지방 의회로 구성된다. 파키스탄에는 국회의원과 지방 의회 외에도 5천 개 이상의 선출된 지방 정부가 있다. 파키스탄의 선거는 파키스탄 선거관리위원회의 감독하에 치러진다. 그 나라는 다당제를 제공하며, 많은 정당들이 있다. 종종 어떤 정당도 과반수를 차지하지 못하며, 따라서 정당들은 선거 기간 동안 또는 선거 후에 연립정부를 정당들 간의 협상으로 형성해야 한다. 파키스탄 의회는 대통령과 두 개의 의회로 구성되어 있다. 국회는 여성 60석, 비이슬람 10석 등 342석으로 구성된다. 상원은 104명의 의원으로 구성되어 있으며, 여기에는 여성 의석 17석과 테크노크라테스 및 울레마 의석 17석이 포함된다. 국회의원은 5년 임기로 선출되며, 상원 의원은 6년 임기로 선출되며, 매 3년마다 시차를 두고 선출된다.
1947년 8월 10일 파키스탄 제헌의회는 카라치의 옛 신드 의회 건물에서 열렸다. 현재 파키스탄의 그라운드노름 역할을 하고 있는 목표 결의안이 통과된 곳이 바로 이 자리였다. 1956년 카라치의 신드 국회의사당에서 파키스탄 이슬람 공화국 헌법이 제정되었다. 1962년 제2차 헌법이 채택된 후, 의회 회기는 다카에서, 그리고 라왈핀디에 새로 건설된 건물(아유브 홀)에서 모두 준비되었다. 의회는 일원제였다. 1958년 아유브 홀에서 열린 제1차 의회에서 계엄령은 폐지되었다. 1966년 10월, 의회는 다카로 옮겨졌다. 1972년부터 이슬라마바드에 있는 국립은행 강당은 파키스탄의 국회로 기능했다. 파키스탄 임시 헌법은 1972년 4월 이곳에서 채택되었다. 1973년 파키스탄 이슬람 공화국 헌법이 채택된 이후 파키스탄 최초의 양원제 입법부도 이곳에서 탄생했다. 1977년 7월 시행된 계엄령이 1985년 12월 30일 폐지된 것도 여기서였다. 의회는 1986년 5월 28일에 개원한 현재의 의원에 영구 거주지를 얻었다. 1996년 11월 3일 국회의장의 명령에 따라 파키스탄의 총리가 개관하였다.

## 같이 보기
- 파키스탄의 정치
- 국민의회 (파키스탄)
- 파키스탄 상원